# Doug McGrath
Doug McGrath (* 13. April 1935 in Vancouver, British Columbia) ist ein kanadischer Schauspieler.

## Leben
McGrath begann seine Schauspielkarriere mit einer der Hauptrollen in Donald Shebibs Bis zum Ende der Straße. Das Drama wurde ein großer Erfolg und als Bester Film bei den Canadian Film Awards ausgezeichnet, McGrath als Bester Hauptdarsteller. Nach diesem Erfolg drehte er zunächst weiter Filme in seiner kanadischen Heimat, darunter den Horrorfilm Jessy – Die Treppe in den Tod. Mitte der 1970er Jahre wechselte er nach Hollywood und arbeitete beim Western Der Texaner erstmals mit Clint Eastwood. Mit Der Mann, der niemals aufgibt, Bronco Billy und Pale Rider – Der namenlose Reiter folgten bis 1985 drei weitere gemeinsame Filme.
1982 war er in der US-amerikanisch-kanadischen Teenagerkomödie Porky’s als Coach Warren zu sehen, hierfür erhielt er eine Genie-Award-Nominierung als Bester Nebendarsteller. Kleinere Rollen hatte er in Steven Spielbergs Always – Der Feuerengel von Montana und der Disney-Produktion Rocketeer. Zudem trat er als Gaststar in zahlreichen Fernsehserien wie Falcon Crest, Unsere kleine Farm und Dallas auf. Für seine Darstellung des Ralph in der kanadischen Fernsehserie This is Wonderland wurde er 2004 für den Gemini Award nominiert.
2011 spielte er in Down the Road Again, der Fortsetzung seines ersten Filmes Bis zum Ende der Straße.

## Filmografie (Auswahl)
- 1970: Bis zum Ende der Straße (Goin' Down the Road)
- 1971, 1973: Polizeiarzt Simon Lark (Dr. Simon Locke, Fernsehserie, 3 Folgen)
- 1973: Weg ohne Ziel (The Hard Part Begins)
- 1974: Jessy – Die Treppe in den Tod (Black Christmas)
- 1976: Der Texaner (The Outlaw Josey Wales)
- 1977: Der Mann, der niemals aufgibt (The Gauntlet)
- 1980: Bronco Billy
- 1980: Coming Out Alive
- 1982: Porky’s
- 1982: Der große Zauber (The Escape Artist)
- 1983: Unheimliche Schattenlichter (Twilight Zone: The Movie)
- 1983: Return of Captain Invincible oder Wer fürchtet sich vor Amerika? (The Return of Captain Invincible)
- 1985: Pale Rider – Der namenlose Reiter (Pale Rider)
- 1989: Always – Der Feuerengel von Montana (Always)
- 1991: Rocketeer (The Rocketeer)
- 2008: Murdoch Mysteries (Fernsehserie, 1 Folge)
- 2001: Ghosts of Mars
- 2011: Down the Road Again

## Auszeichnungen
- 1970: Etrog als Bester Hauptdarsteller für Goin' Down the Road
- 1983: Genie-Award-Nominierung als Bester Nebendarsteller für Porky’s
- 2004: Gemini-Award-Nominierung als Bester Schauspieler in einer Gastrolle für This Is Wonderland